# Rákóczi Pál
Rákóczi Pál (Szerencs, 1596 – 1636. március 12.) országbíró, Rákóczi Zsigmond erdélyi fejedelem és Gerendi Anna harmadszülött fia, I. Rákóczi György öccse.

## Élete
Anyját a születése után nem sokkal elveszítette, apja pedig még ugyanebben az évben újranősült. Mostohaanyja, Thelegdy Borbála a római katolikus vallásban nevelte. Grazban 1611-től 1616-ig bölcsészetet tanult. Előbb királyi főajtónálló lett, majd 1626-tól országbíró, Sáros és Torna vármegye főispánja. Élete végén grófi rangot kapott. 1636. március 12-én halt meg, Szepeshelyen temették el.

## Házassága
1627 előtt vette feleségül Pethe Annát, Pethe László és Kapy Anna leányát. A házasságból két gyermek született: Rákóczi Anna Mária apáca (1627-1647) és Rákóczi László, Sáros vármegye későbbi főispánja. Felesége alig egy évvel élte őt túl, Bécsben halt meg 1637. július 25-én.